# Broekbeek
Le Broekbeek est un ruisseau belge qui prend sa source à Dilbeek et se jette dans la Senne à Anderlecht.

## Géographie
Sa source se situe à Dilbeek, toute proche du Neerhof, ferme historique typique du Pajottenland transformée en ferme pédagogique depuis 1974. Le Broekbeek traverse la commune d'ouest en est, dans un vallon profond que longe la Broekstraat. Il marque ensuite la limite entre Dilbeek et Anderlecht, entre la Broekstraat au nord, la rue de la Fécondité de la cité-jardin du Bon-Air au sud. Juste avant de passer sous le ring ouest, ses eaux sont partagées. Une partie d'entre elles, longeant le ring, est acheminée vers le Neerpedebeekquittant ainsi la vallée du Broekbeek. Une autre se déverse dans le collecteur du Broekbeek. Historiquement, ainsi que nous le montrent divers documents cartographiques tels que le “Plan de Bruxelles et faubourgs” publié en 1951, le Broekbeek coulait au nord du noyau villageois d’Anderlecht, entre la rue du Broeck et le boulevard Sylvain Dupuis. Jusque dans les années 1950 au moins, comme nous le montre la plate-forme “Bruciel”, on pouvait encore le voir à ciel ouvert jusqu’à la rue Jean Morjau. Là, il disparaissait déjà à l’époque dans le réseau d’égouttage.

## Étymologie
Le nom du ruisseau provient du moyen-néerlandais "bruoc" (marais) et "beek" (ruisseau). L'élément "broek" (ou dans une graphie ancienne "broeck") se retrouve dans de nombreux toponymes de localités (Willebroek, Melsbroek, Ruisbroek) ou de lieux-dits à Bruxelles (Biestebroeck, Kattebroeck, Bodenbroeck).

## Histoire
La carte de Ferraris (ca 1777) des Anciens Pays-Bas autrichiens montre que son tracé au XVIIIe siècle passait au nord du village d’Anderlecht et  du Château d’Aumale, coulait grosso modo parallèlement à la  chaussée de Mons et se jetait dans un des bras de la Senne du côté du hameau de Cureghem - la comparaison des sources cartographiques permet de situer le confluent dans l’îlot qu’occupe aujourd’hui l’athénée Léonard de Vinci, en aval donc du point à partir duquel la rivière aujourd'hui entre  dans sa canalisation souterraine (à hauteur de la rue des Vétérinaires).
L’inventaire des sources bruxelloises existantes ou disparues constitué par l’association Coordination Senne, évoque trois sources qui ont existé dans la partie bruxelloise de la vallée du Broeckbeek : la source du Pippenzijp, qui disparut au moment de la construction du Ring, dans les années 70, la Cuypborre près du village d’Anderlecht ou encore la fontaine Saint-Guidon qui s’écoulait jusque dans les années 50 au croisement des rues d’Erasme et de la rue de l’Institut.
La carte de Ferraris tout comme la carte dessinée en 1550 par Jacob Van Deventer nous indiquent la présence, le long du ruisseau d’un chapelet d’étangs. On connaît l’importance des étangs dans le paysage et l’économie de l’ancien régime, en tant que viviers destinés à l’élevage du poisson, et dans la régulation du régime des eaux afin d’apporter suffisamment de forces motrices aux moulins à eau. Dès le XIVe siècle, deux moulins à eau produisant alors de l’huile (slachmolen) sont signalés sur le Broeckbeek. On les identifie généralement aux moulins qui fonctionnèrent jusqu’à la fin du XIXe siècle et disparurent avec le voûtement du ruisseau. Le Petit Moulin Klein Moleken, le long de l’actuelle rue du Scheutveld (à l’époque chemin de Cureghem à Molenbeek), est attesté dès le XVIe s. C’est au XVIIIe siècle qu’il aurait été converti en moulin à grains. Plus en aval, non loin du confluent avec la Senne, le Trekmolen (nom curieusement traduit en français par Moulin Traînant), mentionné au XVe s. comme moulin à aiguiser (slijpmolen) sera par la suite dévolu à la mouture de céréales,. Le dernier étang (immédiatement au nord de la raffinerie) est asséché en 1907, et, à l’emplacement du Petit Moulin, s’érigera la brasserie Saint-Guidon, devenue Brasserie Atlas (1913, agrandie en 1925).
Avec ces moulins et ceux qu’actionnaient les eaux de la Senne, Cureghem connaissait dès le moyen-âge une activité proto-industrielle, que l’on pourrait voir comme un prémisse de l’avenir industriel qui l’attendait.
Relevons enfin une hypothèse avancée par Chloé Deligne, historienne, dans son livre “Bruxelles et sa Rivière” à propos de la fondation de Bruxelles : les eaux du Broeck auraient-elles été détournées en des temps anciens pour alimenter les moulins de la future ville de Bruxelles ? Ainsi que celles de la Woluwe semblent bien l’avoir été vers Vilvorde ou encore celles du Geleytsbeek vers Forest ?

## Le marais Biestebroek - friche industrielle
Le marais Biestebroek est situé dans la vallée du Broekbeek à hauteur de la rive gauche du Canal. La position du site, sur un site marécageux desservi par un ruisseau, à proximité immédiate du carrefour entre la chaussée de Mons et le Canal, permet à un industriel local, Fernand Demets, de commencer à raffiner du pétrole et à fabriquer des huiles industrielles dès 1878. Le site a été occupé successivement par la fonderie de fer, "Wauters Koeck"; la s.a. "Manufacture de cuirs à chapeaux"; la s.a. "Tannerie et maroquinerie Belges" et la s.a. "La Peausserie et couperie Belges". Sur le même ilot, on retrouve également la présence de la Fabrique de produits chimiques Ibels, dès 1887, riveraine de la parcelle occupée par la Fabrique d’huiles de graissage Fernand Demets. En 1930, Fernand Demets revend ses activités pétrolières et la parcelle à la Royal Dutch Shell. L’administration de l’environnement (IBGE, aujourd’hui dénommé Bruxelles Environnement) a assuré un suivi de l’assainissement vers 1999. Dès 2010, le site (aussi appelé "Ilôt Belgian Shell" ou encore "Ilôt Shell") fait l'objet d'un premier projet de densification urbaine ("The Dock", aussi appelé "La Marina") contré avec succès par Inter-Environnement Bruxelles : le projet (qui prévoyait la construction de 302 logements, un hôtel 3 étoiles, des commerces et un plan d’eau pour 40 yachts) n’obtiendra pas son permis d’environnement et l’ensemble du projet est abandonné. En 2020, la zone est à nouveau sous pression avec le projet Key West, situé sur l'autre rive, qui rencontre l’opposition des citoyens et à nouveau d’Inter-Environnement Bruxelles. En 2024, un nouveau projet (à nouveau nommé The Dock et porté par Beliris) de 343 logements se matérialise et est en attente d'un permis d'urbanisme.

### Apparition spontanée d'une zone humide

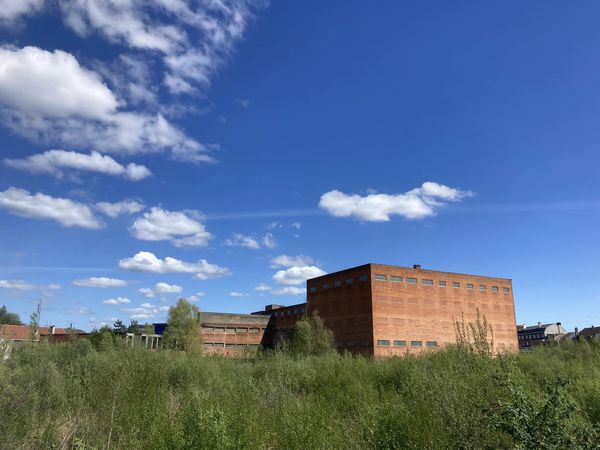
Contraste de la végétation spontanée du marais Biestebroek et son environnement urbain.

La zone humide, d'une superficie de 12 421m² (CadGis, parcelle B307k5) apparaît entre 2005 et 2009 dans un processus spontané similaire à l'apparition d'une autre zone humide remarquable en Région de Bruxelles-Capitale, le marais Wiels. Malgré un état du sol officiellement médiocre (Catégorie 0+3 : sol pollué, mais risques tolérables), le site bénéficie d’une couverture végétale de 61,6% et une soixantaine d’espèces ont été observées sur le site, notamment 21 espèces d’oiseaux.
- Biotopes et flores observés : le site est occupé par d'importantes roselières (là où l'eau est présente en permanence), un boisement jeune (marsaults, saules blancs, peupliers, bouleaux), quelques jeunes arbres constituant une phase ultérieure du développement boisé (frêne, chêne), des ronciers. Le site présente quelques zones sèches, de pierrailles où l'on voit se développer une flore saxatile (orpin, lichens)[26].
- Fonctions urbaines et écosystémiques. Enclavé dans une zone fortement bâtie, le marais Biestebroek, de par sa qualité de zone humide et son écosystème naissant joue un rôle potentiellement important dans les domaines suivants : maillage écologique de la ville, lutte contre les îlots de chaleur, contribution à la qualité de l’air, mitigation des inondations (rôle de zone tampon), phytoremédiation des eaux et des sols, services reconnus rendus par la végétation[27].

### La friche comme œuvre d'art
Le marais Biestebroek a fait l'objet d'un projet artistique dans le cadre de l'édition 2012 de la biennale G A R D E N— Parckdesign 2012. Le projet du bureau OOZE (en collaboration avec Marjetica Potrč), a été sélectionné aux côtés de 9 autres projets visant à révéler au public des zones urbaines où les espaces verts sont difficilement accessibles. Le projet "Source de friche" planté dans la zone du marais Biestebroek se proposait de produire de l'eau potable à partir du gisement pollué d'eaux de pluie et de nappes phréatiques accumulées sur un ancien site industriel.

## Avenir d'une vallée
Il est peu question du Broekbeek au sein du Plan de Gestion de l’Eau 2022-2027 (PGE) de la  Région de Bruxelles Capitale, si ce n’est dans le diagnostic. Sa vallée est en effet identifiée comme zone d’aléas important d’inondations. Les défenseurs des marais Biestebroek pensent qu’il peut en tant que zone tampon, jouer un rôle qui serait à mettre en relation avec des zones perméables (ou à désimperméabiliser) en amont, permettant ainsi une temporisation et/ou une infiltration des eaux pluviales, une vision d’une gestion alternative des eaux pluviales à l’échelle d’un bassin versant.
Le marais est également l'enjeu de réflexions plus larges et l'occasion de penser les inégalités socio-environnementales. Sa préservation est l'enjeu d'un rééquilibrage des fonctions urbaines faibles (logement accessible, écosystèmes fragiles, zones industrielles et artisanales, équipements d’intérêt collectif), ce qui  implique non seulement d’imaginer de nouvelles configurations urbanistiques et architecturales, génératives plutôt qu’extractives, mais également de s’opposer aux dynamiques d’accaparement des sols et des espaces urbains qui affectent la plupart des villes.